# Museum Oorlog in de Peel
Het Museum Oorlog in de Peel is een particulier museum te Melderslo, gelegen aan de Swolgensedijk 13.
De collectie werd opgezet door Edie Pouwels. Zijn grootvader hielp een deserterende Duitse soldaat aan burgerkleding en kreeg als beloning de Duitse uitrusting. Na de bevrijding kwamen er de uitrustingsstukken van Britse soldaten bij. Ook de mensen in de omgeving leverden veel voorwerpen. In 2000 werd het museum geopend.
Ook vanuit Zwarte Plak kwamen stukken, afkomstig van Britse en Amerikaanse piloten die daar ondergedoken zaten.
Het museum behandelt niet zozeer de gehele geschiedenis van de Tweede Wereldoorlog, maar veeleer de gebeurtenissen welke op lokaal niveau, namelijk in de Peel plaatsvonden.